# Sadovo
Sadovo (in bulgaro Садово?) è un comune bulgaro situato nella Regione di Plovdiv di 15 333 abitanti (dati 2009). La sede comunale è nella località omonima.

## Località
Il comune è formato dall'insieme delle seguenti località:
- Sadovo (sede comunale)
- Ahmatovo
- Bogdanica
- Boljarci
- Češnegirovo
- Karadžovo
- Katunica
- Kočevo
- Milevo
- Mominsko
- Popovica
- Selci